# 3-Phenylpropansäure
3-Phenylpropansäure ist eine chemische Verbindung aus der Gruppe der aliphatischen Monocarbonsäuren.

## Vorkommen
3-Phenylpropansäure entsteht bei der Fäulnis von Proteinen und ist im Panseninhalt der Rinder enthalten. Sie wird auch von Clostridium butyricum produziert und ist Bestandteil des Schwanzdrüsensekrets von Rothirschen der Art Cervus elaphus. Die Verbindung wurde auch in Himbeeren, Guaven, Vitis vinifera L., Papaya, Erdbeeren, Zimt, Cassia-Blättern, Cheddar-Käse, Kakao, Bier, Cognac, Weißwein, Rotwein, Spezialwein, Rosenäpfeln, Pilzen, Moltebeeren, Steinpilzen, frischen Mangos, Süßholz und Labdanum nachgewiesen.

## Gewinnung und Darstellung
3-Phenylpropansäure kann durch Reduktion von Zimtsäure mit Natriumamalgam gewonnen werden.
Die Verbindung kann auch aus Benzylchlorid und Malonsäurediethylester dargestellt werden. Dabei handelt es sich um eine nukleophile Substitution des Chlorids und das entstandene Produkt muss noch verseift und decarboxyliert werden.

## Eigenschaften
3-Phenylpropansäure ist ein weißer Feststoff, der löslich in Wasser ist. Er hat einen schwachen, süßen Geruch, etwas balsamisch und kumarinartig mit einem leicht süß-säuerlichen, vanilleartigem Geschmack. Sie ist ein Inhibitor der Carboxypeptidase.

## Verwendung
3-Phenylpropansäure wird als Fixateur in der Parfümindustrie verwendet. Es wird auch als Aromastoff in Lebensmitteln eingesetzt.